# Джа'фар I аль-Кальбі
Джа'фар I ібн Мухаммед аль-Кальбі (д/н–985) — 5-й емір Сицилійського емірату в 983—985 роках.

## Життєпис
Походив з династії Кальбітів. Син Мухаммеда ібн аль-Хасана і онук еміра Хасана. У 983 році повалив свого стриєчного брата — еміра Джабара. Продовжив політику перших емірів, поновивши атаки на південну Італію. 984 року розграбував Козенцу. Фактично встановив владу над Калабрією. Втім помер у травні 985 року за невідомих обставин. Йому спадкував брат Абдаллах.